# Fosse cubitale
La fosse ulnaire (fosse cubitale en ancienne nomenclature ou plus communément pli du coude) est la zone triangulaire située sur la face antérieure du membre supérieur entre le bras et l'avant-bras à l'avant du coude.

## Limites
La fosse cubitale est limitée :
- en haut par la ligne horizontale reliant l'épicondyle médial de l'humérus à l'épicondyle latéral de l'humérus,
- médialement par le bord latéral du muscle rond pronateur,
- latéralement par le bord médial du muscle brachio-radial,
- en bas par le sommet formé par le point de rencontre des bords latéral et médial,
- en profondeur par les muscles brachial et supinateur,
- superficiellement de la surface vers la profondeur :la peau, le fascia superficiel contenant la veine médiane du coude. le nerf cutané latéral de l'avant-bras et le nerf cutané médial de l'avant-bras puis l'aponévrose du muscle biceps brachial.

## Contenu
La fosse cubitale contient quatre structures orientées verticalement du bord latéral au bord médial :
- le nerf radial entre les muscles brachio-radial et brachial,
- le tendon du biceps brachial
- l'artère brachiale qui bifurque généralement dans la partie inférieure en artère radiale superficielle et en artère ulnaire plus en profondeur,
- le nerf médian.

Plusieurs veines se trouvent également dans la zone : la veine médiane du coude, la veine céphalique et la veine basilique, mais elles sont généralement considérées comme superficielles à la fosse cubitale et ne faisant pas partie de son contenu.

## Aspects cliniques
Comme les autres surfaces de flexion des grosses articulations, c'est une zone où les vaisseaux sanguins et les nerfs passent relativement superficiellement, qui loge des ganglions lymphatiques.
Lors des mesures de pression artérielle, le stéthoscope est placé sur l'artère brachiale dans la fosse cubitale où le pouls brachial peut être palpé juste en dedans du tendon.
La zone juste superficielle de la fosse cubitale est souvent utilisée pour l'accès veineux dans des procédures telles que les injections, les prises de sang ou la pose d'un cathéter central à insertion périphérique.